# Bostane
Bostane (en serbocroata: Bostane / Бостане) o Bostan (en albanés: Bostan) es un pueblo en el municipio de Novo Brdo del distrito de Pristina de Kosovo. Bostane es uno de los enclaves serbios en Kosovo. 

## Geografía
Bostane se encuentra a unos 16 km al norte de Gnjilane y 23 km al este de Pristina.  

## Historia
Bostane fue mencionada por primera vez en 1432. En la ladera sobre el pueblo se encontraba la iglesia sajona, construida en la Edad Media por miembros de la colonia comercial de Dubrovnik y los famosos mineros de Novi Brdo. En la iglesia se descubrieron tumbas familiares y un tesoro de joyas de plata. La iglesia probablemente murió a finales del siglo XVII.
Durante la construcción de la segunda iglesia en el siglo XIX se utilizó material de la antigua iglesia, destruida por los turcos inmediatamente después de la captura de la fortaleza de Novo Brdo.
Después de la guerra de Kosovo, la mayoría de los serbios no abandonaron Bostane.

## Demografía
La evolución demográfica de Bostane entre 1948 y 2011 fue la siguiente:
| 411                                                 | 555 | 756 | 817 | 978 | 992 | 487 |
| (Fuente: Population of Kosovo since Yugoslav times) |     |     |     |     |     |     |

Según el censo de 2011 (boicoteado parcialmente por los serbios), los albaneses representaban el 45,38% de la población (221 personas); los serbios, el 40,25% (196 personas); los rumanos, el 12,94% (63 personas); los ascalis y bosniacos, el 0,61% cada uno (3 personas cada grupo); y los turcos, el 0,21% (1 persona).En el censo de 1981, los serbios representaban el 65,8% de la población; los albaneses, el 28,9%; los gitanos, el 2,8% y los montenegrinos, el 1,5%.

## Infraestructura

### Arquitectura, monumentos y lugares de interés
En el pueblo hay una iglesia de la Transfiguración, construida en el siglo XVIII e incluida en la lista de monumentos culturales de Kosovo.